# Codiaeum palawanense
Codiaeum palawanense là một loài thực vật có hoa trong họ Đại kích. Loài này được Elmer mô tả khoa học đầu tiên năm 1911.